# St. Stephan (Vilnius)
Die römisch-katholische Pfarrkirche St. Stephan (lit. Vilniaus Šv. diakono Stepono bažnyčia, poln. Kościół Śwętego Stefana w Wilnie) ist eine Kirche im litauischen Vilnius und Teil der ehemaligen Klosteranlage des Mariawitek-Ordens. 

## Geschichte
Die Pfarrkirche St. Stephan war eines der ersten Gebäude vor den Toren von Vilnius (errichtet dank des Jesuiten Simon Wysocki), das ursprünglich als Krankenhaus Hl. Lazarus diente. Zur selben Zeit entstand auch der Friedhof für die im Krankenhaus gestorbenen Pest- und Hungeropfer. Auf dem Friedhof wurden später auch einflussreiche Bürger beigesetzt, u. a. Professoren der Universität Vilnius. 
Im Jahre 1715 befand sich vor der Kirche ein Haus des Ordens Gemeinschaft der Brüder der Nächstenliebe über St. Rocha (Rochici), einer römisch-katholischen karitativen Männer-Kongregation. Später, dank des Pfarrers Józef Stefan Turczynowicz, wurde daraus ein römisch-katholisches Haus des Mariawitek-Ordens. Die Schwestern des Lebens Mariens kümmerten sich um das Gotteshaus bis zur zweiten Hälfte des 19. Jahrhunderts. 
Als die Russen bei der Niederschlagung des Kościuszko-Aufstandes 1794 Vilnius mit Kanonen beschossen, brannte die Kirche vollständig nieder. Sie wurde nach dem Entwurf des Architekten Pietro Rossi während der Jahre 1801 bis 1806 aufgebaut, unter anderem durch finanzielle Unterstützung von Zar Paul I. (Russland). 
Im Jahre 1863 wurde auf Befehl Zar Alexander II. (Russland) der Mariawitek-Orden geschlossen und die Kirche sowie das Klostergebäude fortan als Gefängnis benutzt. 1926 nutzte die Zunft der Handwerker das ehemalige Klostergebäude als Lagerhaus und lagerte Baustoffe auf dem Friedhof rings um die Kirche. Während der Jahre 1918–1939 wurden hier Gottesdienste gefeiert, nach dem Zweiten Weltkrieg jedoch verboten.
Das Gotteshaus ist seither bis heute geschlossen. 
Renovierungen in den Jahren 1975/1976 und zu Beginn des 21. Jahrhunderts bewahrten die Kirche vor einem weiteren Zerfall.

## Architektur
Die Pfarrkirche St. Stephan besitzt Eigenschaften der Spätrenaissance und des Frühbarock mit einer relativ schlichten Außenfassade. Dadurch hebt sie sich in der Gestaltung der Kirchen von Vilnius stark ab. Das Gotteshaus hat neben dem Kirchenschiff nur ein Seitenschiff an der Südseite. 
An der südlichen Seite befindet sich auch das Grab des polnisch-litauischen Architekten Wawrzyniec Gucewicz, der die Kathedrale zu Vilnius entwarf.

## Galerie

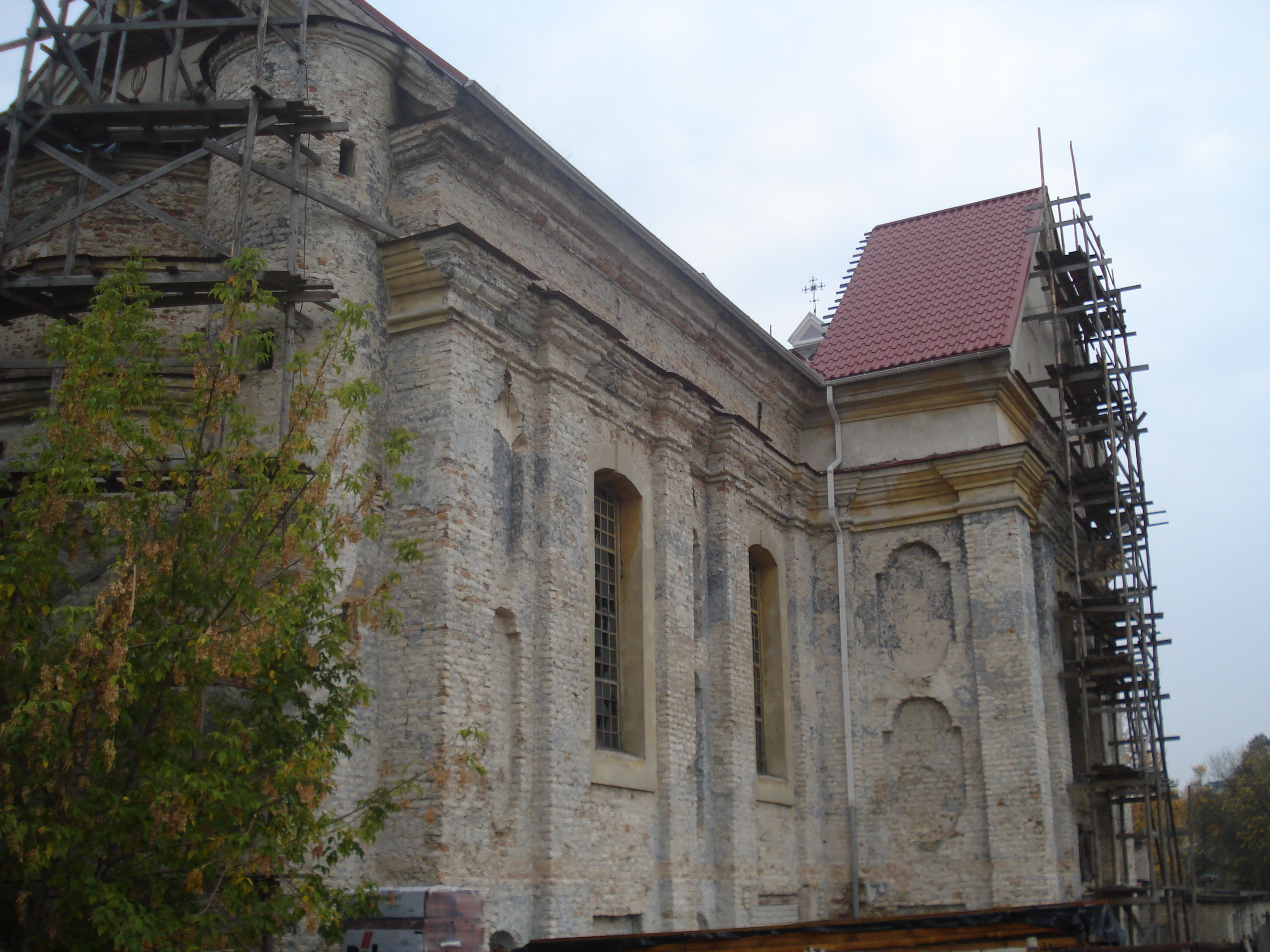
Nordfassade der Pfarrkirche
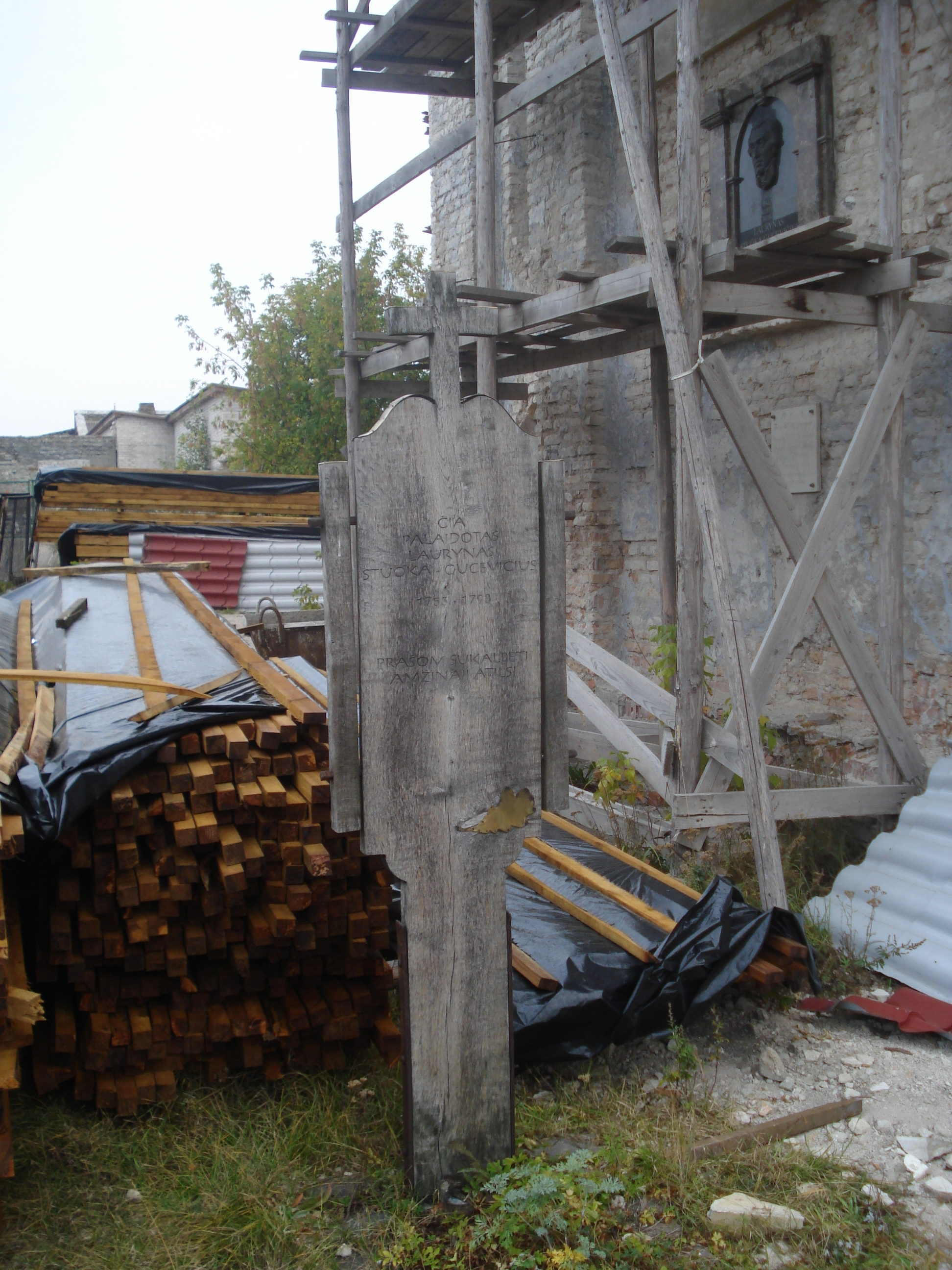
Grab des Architekten Laurynas Gucevicius
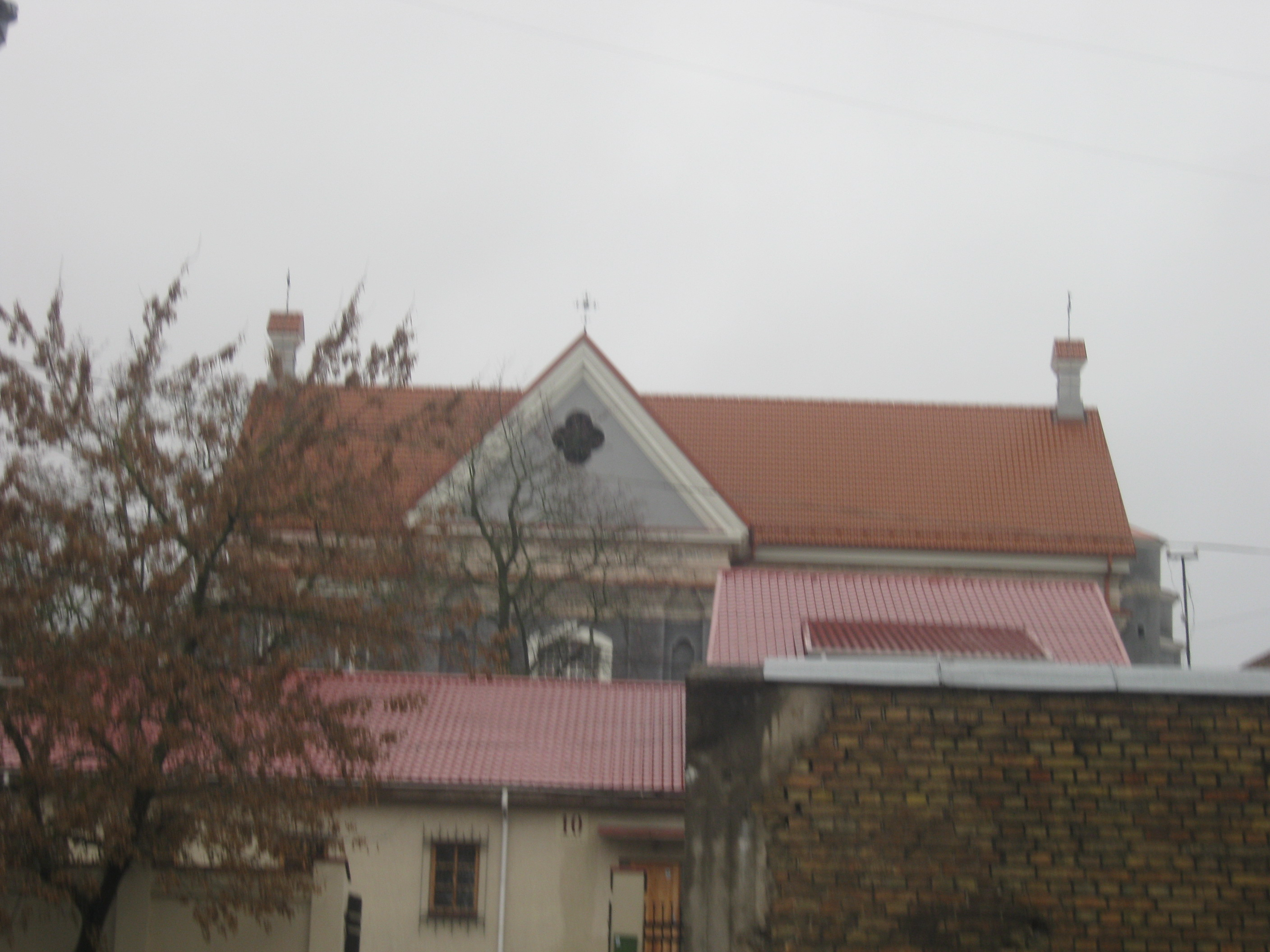
Restaurationsstand 2012

## Bedeutende Geistliche in St. Stephan
- Józef Stefan Turczynowicz, Missionar, Kaplan und Pfarrer bis 1773